# Witold Pilecki
Witold Pilecki (Olonets, 13 de maio de 1901 — Varsóvia, 25 de maio de 1948) foi um capitão de cavalaria da Segunda República Polaca, agente da inteligência, co-fundador do movimento de resistência "Exército Secreto Polaco" (Tajna Armia Polska) e membro do exército (Armia Krajowa). Serviu como Rotmistrz (capitão) no Exército Polaco durante a Guerra Polaco-Soviética, na Segunda República Polonesa e na Segunda Guerra Mundial. Tinha os codinomes Roman Jezierski, Tomasz Serafiński e Druh, Witold.
Foi o autor do Relatório Witold, o primeiro relatório de inteligência dos Aliados sobre os acontecimentos dentro do campo de concentração de Auschwitz. Durante a Segunda Guerra, Witold se voluntariou para uma operação da resistência polaca em que ele deveria ser preso e enviado a Auschwitz com o intuito de conseguir informações de inteligência e depois escapar. No campo, ele organizou um movimento de resistência e informou às Forças Aliadas sobre as atrocidades nazistas no começo de 1941. Witold escapou de Auschwitz em 1943, depois de ficar quase dois anos e meio preso.
Foi combatente durante a Revolta de Varsóvia, em 1944. Permaneceu leal ao Governo polonês no exílio, baseado em Londres, depois da tomada comunista da Polônia e foi preso por espionagem em 1947 pela polícia secreta, acusado de trabalhar para o "imperialismo estrangeiro", um eufemismo para designar a Inteligência Britânica. Witold foi executado após um julgamento de fachada em 1948. As informações sobre sua prisão e destino foram segredo de Estado na Polônia comunista até 1989.
Witold é considerado um dos grandes heróis de guerra. Seu nome é lembrado até hoje na Polônia como símbolo de humanidade e liberdade e sua história é lembrada anualmente nas embaixadas polonesas.

## Biografia
Witold Pilecki nasceu em Olonets, República da Carélia, no antigo Império Russo, em 13 de maio de 1901. Vinha de uma família aristocrática, ligada à nobreza polonesa, originária da região de Grodno. Seu avô, Józef Pilecki, era um latifundiário hereditário da coroa e um nacionalista polonês fervoroso. Foi apoiador da secessão durante a Revolta de Janeiro de 1863 a 1864. Com a derrota da revolta pelas brutais forças russas, Józef Pilecki, bem como muitos outros nobres poloneses apoiadores da rebelião, tiveram seu título de nobreza revogado. Sua propriedade próximo a Lida e outras residências foram confiscadas pelo governo russo e ele foi condenado ao exílio por sete anos na Sibéria.
Depois da soltura, Józef e a família foram forçados a se reassentar pelas autoridades czaristas na remota República da Carélia, A família foi proibida de viver fora de sua província por cerca de 30 anos e seus membros estavam obrigados por lei a conseguir emprego apenas em território russo.
O pai de Witold, Julian Pilecki, foi treinado para ser guarda florestal, em São Petersburgo, e ingressou no serviço público russo como inspetor chefe no Departamento Nacional de Florestas da República da Carélia. Em algum momento, ele se estabeleceu na cidade de Olonets, onde se casou com Ludwika Osiecimska. Witold era o quarto dos cincos filhos do casal. Em 1910, Ludwika e os filhos deixaram a Carélia e se estabeleceram a noroeste, próximo ao que é hoje a Lituânia e a Bielorrússia. O pai se juntou a eles e a família se mudou novamente, desta vez para Vilnius, na Lituânia, onde Witold terminou os estudos primários e se tornou membro da Związek Harcerstwa Polskiego (ZHP), de escoteiros.
Na Primeira Guerra Mundial, Vilnius foi ocupada pelos militares do Exército Alemão, em 5 de setembro de 1915 e integrada ao Ober Ost, a administração militar alemã. Witold e a família fugiram para Mogilev, na Bielorrússia. Em 1916, Witold se mudou para a cidade russa de Oriol, onde terminou o colégio e fundou uma unidade local da ZHP.

## Carreira

### Guerra Polaco-Soviética
Com a eclosão da Revolução Russa e a derrota dos Impérios Centrais na Primeira Guerra, Witold retornou a Vilnius, agora parte da recém-criada Segunda República Polonesa e se juntou à seção local da ZHP na milícia nacional lituano-bielorussa, uma unidade paramilitar alinhada com o Movimento Branco do general Władysław Wejtko. A milícia desarmou as tropas alemãs que se retiravam e tomou posições para defender a cidade do iminente ataque do Exército Vermelho. Porém, a capital caiu diante das forças bolcheviques em 5 de janeiro de 1919, e Witold e sua unidade recorreu à táticas de sabotagem atrás das linhas inimigas soviéticas.
Junto de seus camaradas, ele recuou para Białystok, onde Witold se alistou como recruta no novo exército de voluntários polonês. Foi nesta unidade que ele participou da Guerra Polaco-Soviética, de 1919 a 1921, sob o comando do capitão (e depois tenente-coronel) Jerzy Dąbrowski. Lutou na Batalha de Kiev, em 1920 e como membro da cavalaria, tomou parte na defesa de Grodno. Em 5 de agosto de 1920, Witol se juntou ao 211º regimento Ulano e lutou na crucial Batalha de Varsóvia, em 1920 e na floresta Rudniki. Participou também da Batalha de Vilnius e serviu brevemente na Guerra polaco-lituana como membro do Motim de Żeligowski, em outubro de 1920. Foi duas vezes condecorado com a Cruz de Valor por bravura.
Com o fim da Guerra Polaco-Soviética, em março de 1921, Witold foi transferido para a reserva. Foi promovido a cabo e designado para um cargo não-comissionado. Terminou seus estudos secundário no mesmo ano e em 1922, Witold estudou agricultura brevemente na Universidade de Poznań. Ele logo retornaria a Vilnius para se matricular na Faculdade de Belas Artes na Universidade de Vilnius. Foi forçado a abandonar os estudos devido a problemas financeiros e à saúde do pai, em 1924. Ingressou depois na escola de oficiais da reserva da cavalaria, em Grudziądz, onde se formou em julho de 1925 no 26º Regimento de Lanceiros, com a patente de alferes, sendo promovido a tenente no ano seguinte.
Em setembro de 1926, Witold se tornou herdeiro da propriedade ancestral da família, o Voivodia de Nowogródek, no distrito de Lida. Witold reconstruiu e modernizou a propriedade parcialmente destruída na Primeira Guerra. Em 7 de abril de 1931, ele se casou com Maria Ostrowska (1906 - 6 de fevereiro de 2002), uma professora primária originária de Narach, hoje na Bielorrússia. O casal teve dois filhos nascidos em Vilnius, Andrzej (16 de janeiro de 1932) e Zofia (14 de março de 1933). O casal depois foi morar na residência ancestral da família.
Nessa época, Witold se tornou um líder comunitário e um importante membro da comunidade local, além de pintor amador. Era um militante pelo desenvolvimento do meio rural, fundando uma cooperativa agrícola. Foi também chefe da brigada local de bombeiros e foi diretor de uma fábrica processadora de leite do distrito. Em 1932, Witold abriu uma escola de cavalaria em Lida e pouco depois ele foi nomeado como líder do recém-criado 1º esquadrão de Lidsky, posto que manteria até 1937, quando a unidade foi assimilada pela 19ª Divisão de Infantaria. Em 1938, ele recebeu a Cruz de Prata ao Mérito por seu trabalho comunitário e social.

### Segunda Guerra Mundial
Witold foi nomeado como comandante da cavalaria em 26 de agosto de 1939. Foi designado para a 19ª Divisão de Infantaria sob o comando do general Józef Kwaciszewski. Sua unidade participou de intensos combates contra as forças alemãs durante a Invasão da Polônia. Sua unidade foi quase que totalmente dizimada pelos alemães em 10 de setembro e ele foi obrigado a recuar. Foi então incorporado à 41ª Divisão de Infantaria, onde serviu como segundo em comando de divisão, sob o major Jan Włodarkiewicz. Com seus homens, Witold destruiu tanques alemães, abateu aeronaves e destruiu vários aviões no chão.
Em 17 de setembro daquele ano, a União Soviética invadiu o leste da Polônia, seguindo o Pacto Molotov-Ribbentrop. Após a queda de Varsóvia em 27 de setembro de 1939, Witold e muitos de seus homens continuaram lutando como partisans. Sua divisão se desmantelou em 17 de outubro, com alguns deles se rendendo ao inimigo. Witold se escondeu em Varsóvia com seu comandante, o major Włodarkiewicz. Em 9 de novembro de 1939, os dois foram encontrados pela Polícia Secreta Polonesa (Tajna Armia Polska, TAP), uma das primeiras organizações clandestinas da Polônia. Witold se tornou comandante organizacional da TAP à medida que se expandia para cobrir Varsóvia, Siedlce, Radom, Lublin e outras grandes cidades da região central da Polônia.
Em 1940, a TAP contava com cerca de 8 mil soldados, 20 metralhadoras e vários rifles antitanque. Para manter seu disfarce, Witold trabalhava como gerente de um armazém de cosméticos. Posteriormente, a TAP foi assimilada pela Związek Walki Zbrojnej, um exército clandestino formado na Polônia após sua invasão pela Alemanha, depois renomeado para Armia Krajowa, o mais importante movimento de resistência polonesa durante a ocupação.

### Auschwitz
Em 1940, Witold apresentou um plano a seus superiores. Ele queria entrar no campo de concentração de Auschwitz, em Oświęcim, para colher informações sobre o campo e organizar um movimento de resistência. Pouco se sabia sobre como os alemães administravam o campo e pensava-se que fosse um campo de internação ao invés de um campo de extermínio. Seus superiores aprovaram o plano e lhe deram uma identidade falsa, com o nome de "Tomasz Serafiński". Ficou dois dias detido no quartel general da brigada, sofrendo espancamentos até ser enviado a Auschwitz, onde recebeu o número 4859. Durante seu período preso no campo, Witold foi promovido pelas forças polonesas a primeiro tenente.
Dentro do campo, Witold organizou um movimento clandestino de resistência, mesmo doente com pneumonia. O movimento distribuía comida extra e comida para os membros, conseguia informações de fora e instigava otimismo entre os encarcerados. Witold também instituiu uma rede de informações dentro do campo e treinou destacamentos para tomar o controle de campo quando eles fossem atacados pelo Armia Krajowa ou caso sofressem ataque aéreo.
O movimento interno também forneceu valiosas informações à inteligência polonesa sobre o campo. Os primeiros relatórios foram enviados em outubro de 1940, através da resistência polonesa e chegaram até o governo britânico no começo de março de 1941. Em 1942, informações sobre as mortes e as condições dos prisioneiros foram relatadas via rádio, que foi construído com peças sobressalentes contrabandeadas dentro do campo. O aparelho foi desmantelado pelo próprio Witold, com medo de ser descoberto pelos alemães por algum informante.
Os relatórios de Witold foram os primeiros recebidos pela inteligência das Forças Aliadas sobre Auschwitz. Witold esperava que os Aliados destacassem tropas em direção ao campo ou que o próprio exército polonês o invadisse. Enquanto isso, o oficial da Gestapo dentro do campo, Maximilian Grabner, dobrou os esforços para combater os membros da resistência, matando vários deles. Witold decidiu então fugir de Auschwitz, na esperança de convencer o exército polonês pessoalmente a realizar um resgate. Em uma noite, ele foi designado para o turno da noite na padaria do campo, fora das cercas e com dois de seus camaradas de guarda, eles cortaram a linha telefônica e fugiram na madrugada de 27 de abril de 1943, levando com eles documentos roubados dos alemães.

### Fora do campo
Vários dias depois da fuga, Witold conseguiu contato com as unidades do exército polonês. Em 25 de agosto de 1943, ele chegou a Varsóvia e foi destacado para o departamento de inteligência e contra-inteligência do distrito da capital, Armia Krajowa. Depois de perder vários agentes em ações de reconhecimento nos arredores de Auschwitz, incluindo Stefan Jasieński, decidiu-se que o Armia Krajowa não tinha força suficiente para libertar o campo sem ajuda dos Aliados. O relatório detalhado, que ficou conhecido como "Relatório Witold" (Raport Witolda em polonês) estimava que em março de 1943, o número de pessoas mortas na câmara de gás chegava a 1,5 milhão, número bem próximo à estimativa atual de 1,1 milhão.
Em 11 de novembro de 1943, Witold foi promovido a capitão de cavalaria e se juntou a uma organização anticomunista secreta, a NIE, formada de maneira clandestina dentro do exército polonês com o objetivo de preparar a resistência contra uma posição ocupação soviética. Apesar de estar a uma distância propícia a um ataque, o Exército Vermelho não se interessou em libertar Auschwitz.

### A Revolta de Varsóvia
Quando a Revolta de Varsóvia eclodiu em 1 de outubro de 1944, Witold foi voluntário para servir no 2º Batalhão de Chrobry. Inicialmente, serviu como um soldado comum, sem revelar sua patente atual para seus superiores. Porém, com a morte de vários oficiais durante a batalha que se seguiu após o início da revolta, Witold revelou sua verdadeira identidade aos superiores e aceitou o comando da 1ª Companhia Warszawianka, estacionada em Śródmieście, na capital.
Após a capitulação do levante, Witold escondeu várias armas em um apartamento particular e se rendeu à Wehrmacht em 5 de outubro de 1944. Foi enviado à Alemanha e preso no campo de prisioneiros de guerra, Stalag VIII-B, perto de Łambinowice, na Silésia. De lá foi enviado para o campo de Oflag VII-A, Murnau, na Baviera, de onde foi libertado por tropas da 12ª Divisão Armada dos Estados Unidos, em 28 de abril de 1945.

## A Polônia Comunista

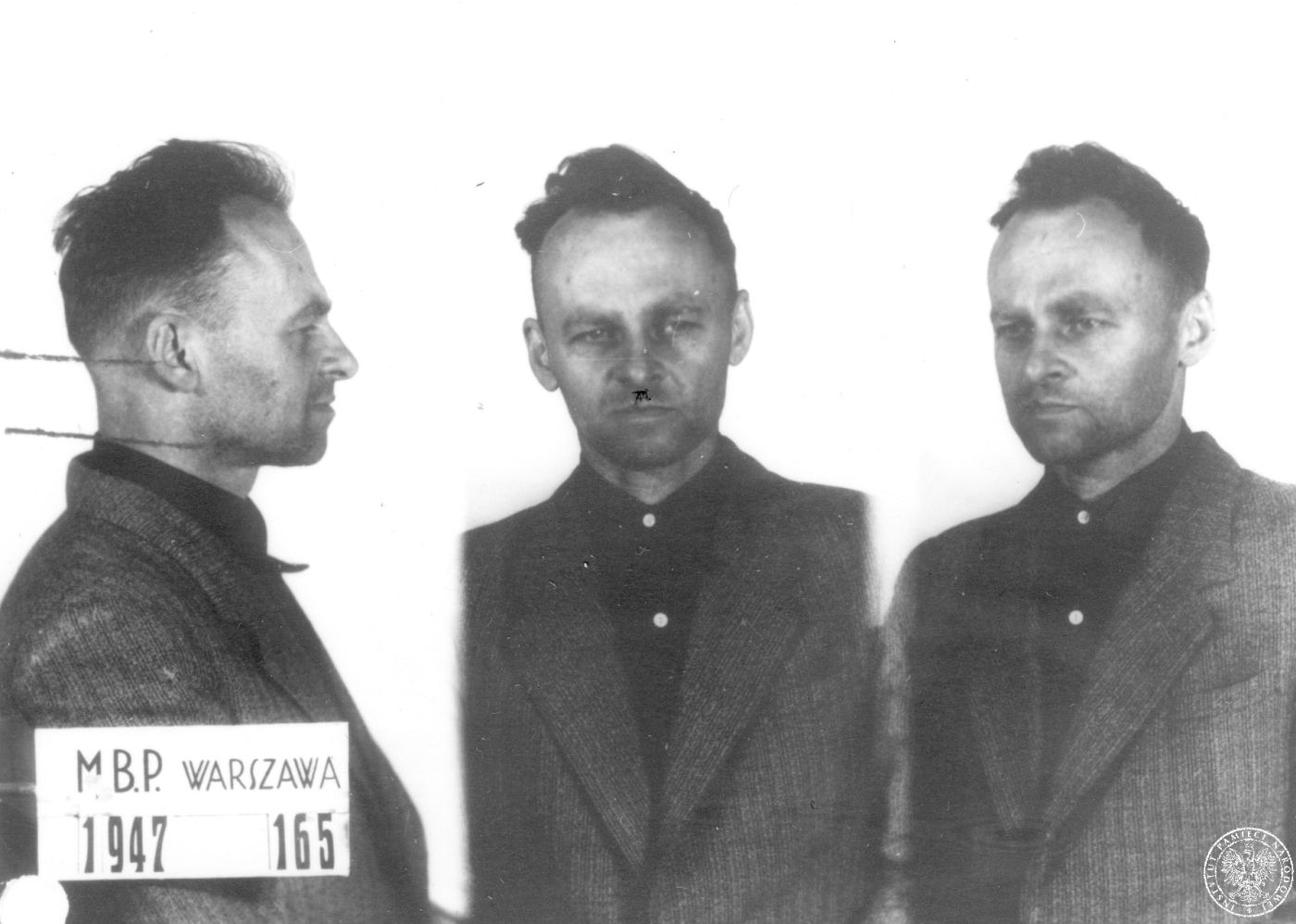
Fotos de Witold Pilecki da prisão de Mokotów Prison (1947)

Em julho de 1945, Witold deixou Murnau e foi redesignado para a inteligência militar do Segundo Corpo do Exercito Polonês, sob o comando do general Władysław Anders, em Ancona, Itália. Foi lá que Witold começou a escrever sobre suas experiências em Auschwitz. Em outubro de 1945, as relações entre o governo polonês no exílio e o Comitê Polonês de Libertação Nacional se deterioram e Witold recebeu ordens de seus superiores a retornar à Polônia e obter informações sobre a situação política e militar do país ocupado pelos soviéticos.
Chegando em Varsóvia em dezembro de 1945, ele logo começou a organizar uma rede de inteligência, que incluía vários de seus colegas no campo de Auschwitz e da polícia secreta (TAP). Para manter sua identidade falsa era preciso mudar várias vezes de emprego e volta e meia de nome. Trabalhou como vendedor de joias, de gerente em loja de materiais de construção e até como desenhista de rótulos de vinhos. Em julho de 1946, ele recebeu ordens de sair da Polônia, pois sua identidade atual tinha sido descoberta pelo ministério da segurança, mas Witold se recusou a deixar o país.
Em abril de 1947, ele começou a colher evidências, de maneira independente, das atrocidades cometidas pelos soviéticos na Polônia durante a ocupação e anexação dos territórios à União Soviética, bem como evidência de prisões ilegais e perseguição aos ex-membros do Armia Krajowa, que acabavam presos e executados em seguida.

### Prisão e execução

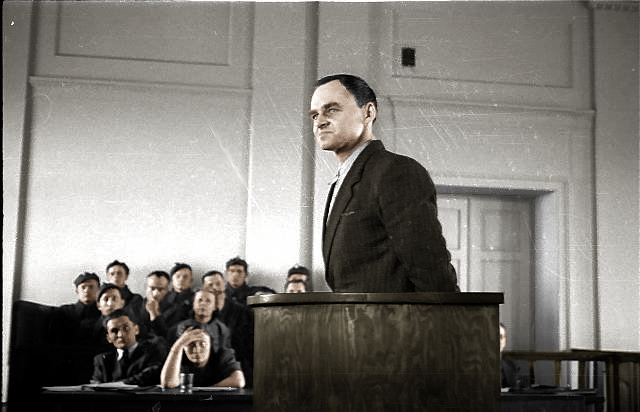
Foto colorizada de Witold no tribunal (1948)

Witold foi preso por agentes do ministério da segurança pública em 8 de maio de 1947 e foi seguidamente torturado até o julgamento. A investigação ficou sob a supervisão do coronel Roman Romkowski e o interrogatório foi feito pelo coronel Józef Różański e seus oficiais, um deles, S. Alaborski, conhecido por sua brutalidade. Mas Witold procurou proteger outros prisioneiros e não revelou informações confidenciais.
Um tribunal de fachada foi instituído em 3 de março de 1948 e um testemunho contra ele foi fornecido pelo futuro primeiro-ministro, Józef Cyrankiewicz, ele mesmo um sobrevivente de Auschwitz. Witold foi acusado de cruzar ilegalmente a fronteira, usar documentos falsos, não se alistar no Exército, porte ilegal de armas, espionagem contra o general Władysław Anders, espionagem para o "imperialismo estrangeiro" (MI6) e por planejar o assassinato de diversos oficiais do ministério da segurança pública. Witold negou as acusações de assassinato, bem como as de espionagem, ainda que admitisse passar informações para o Segundo Corpo do Exercito Polonês, do qual se considerava um oficial. Ele se declarou culpado das outras acusações.
Witold Pilecki foi sentenciado à morte em 15 de maio junto de três de seus colegas e foi executado com um tiro na nuca na prisão de Mokotów em 25 de maio de 1948. Seu túmulo nunca foi encontrado, mas acredita-se que esteja em algum lugar do cemitério Powązki, na capital, Varsóvia. Após a queda do comunismo na Polônia, um cenotáfio foi erguido em sua memória no cemitério Ostrowa Mazowiecka. Em 2012, o cemitério Powązki foi parcialmente escavado na tentativa de encontrar seus restos mortais.

## Legado

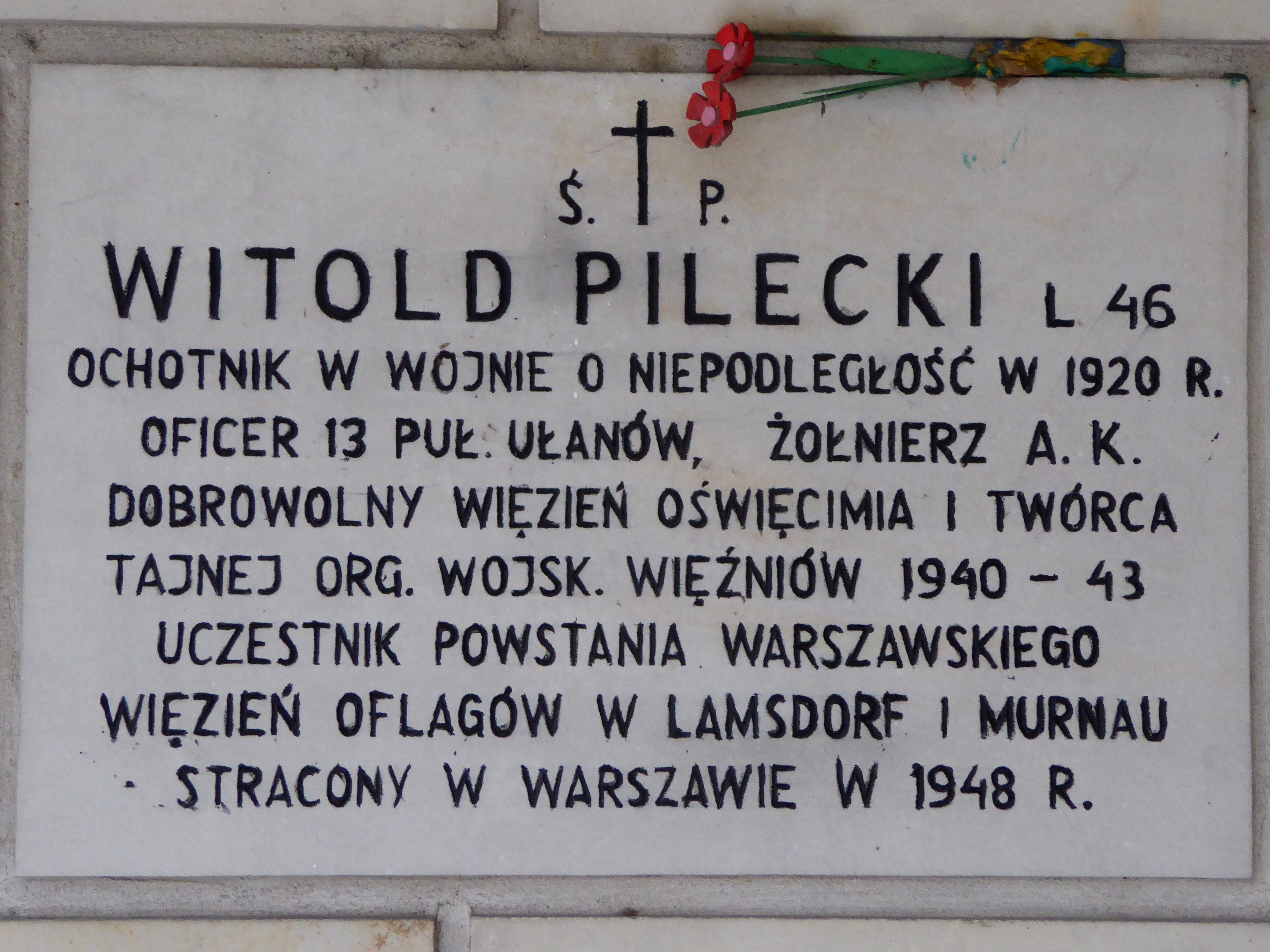
Witold Pilecki, placa em sua memória em Varsóvia

Seu julgamento de fachada e sua execução foram parte de uma ampla campanha de repressão contra os membros da Armia Krajowa e outros indivíduos ligados ao governo polonês no exílio, em Londres. Em 2003, o procurador Czesław Łapiński e vários outros envolvidos no julgamento falso foram indiciados por cumplicidade na morte de Witold. Vários dos envolvidos já estavam mortos na época, e o próprio Łapiński morreu em 2004 antes do julgamento ser concluído.
Todos aqueles condenados pelo tribunal e seu falso julgamento, incluindo Witold, foram reabilitados em 1 de outubro de 1990. Ele foi premiado postumamente com a medalha da Ordem da Polônia Restituta em 1995 e recebeu uma medalha da Ordem da Águia Branca em 2006, a mais alta condecoração polonesa. Em 6 de setembro de 2013, foi promovido a coronel pelo Ministério da Defesa.
Filmes sobre Witold incluem Śmierć rotmistrza Pileckiego (A morte do capitão Pilecki, 2006), estrelado por Marek Probosz, Pilecki (2015), estrelado por Mateusz Bieryt e os documentários Against the Odds: Resistance in Nazi Concentration Camps (2004) e Heroes of War: Poland (2014), produzido pela Sky Vision para o History Channel do Reino Unido. Vários livros foram escritos sobre sua vida e sobre seu extenso relatório de 1945 sobre sua missão a Auschwitz, publicado pela primeira vez em inglês em 2012 sob o título de The Auschwitz Volunteer: Beyond Bravery.
Witold Pilecki também foi tema do livro de Jack Fairweather, de 2019, intitulado The Volunteer: One Man's Mission to Lead an Underground Army Inside Auschwitz and Stop the Holocaust.